# Castel di Sangro Cep 1953
L'Associazione Calcistica Dilettantistica Castel di Sangro Cep 1953, meglio nota come Castel di Sangro, è una società calcistica italiana con sede a Castel di Sangro. Milita in Eccellenza, la quinta divisione del campionato italiano.
Fondata nel 1953 con il nome di Polisportiva C.E.P., la squadra  – denominata popolarmente Castello – divenne celebre nel 1996, quando, dopo una scalata cominciata dai campionati regionali, arrivò a conquistare la promozione in Serie B (terza società abruzzese a riuscirci dopo L’Aquila e Pescara), realizzando un vero e proprio «miracolo sportivo». Castel di Sangro, che negli anni 1990 contava circa 5 500 abitanti, è il più piccolo centro d'Italia ad aver avuto una squadra partecipante alla serie cadetta, categoria in cui i giallorossi disputarono due campionati consecutivi (1996-1997 e 1997-1998), risultando la quarta squadra abruzzese per presenze nella categoria, dietro a Pescara, Virtus Lanciano e L’Aquila.
Nel complesso, il Castel di Sangro ha totalizzato nella sua storia 19 campionati nazionali, 16 dei quali nei professionisti, prima del fallimento del 2005.
Dopo il fallimento avvenuto all'epoca della Serie C2 viene fondata nel 2005 l'Associazione Sportiva Dilettantistica Pro Castel di Sangro, poi fallita nel 2012 e quindi scomparsa dal panorama calcistico nazionale. Nel 2012 si costituisce l'Associazione Calcistica Dilettantistica Castel di Sangro Cep 1953 che s'iscrive nell'ultimo livello calcistico abruzzese.
I colori sociali sono il giallo e il rosso, mentre il simbolo è il castello. Disputa le partite di casa al Complesso Polisportivo Erba Sintetica.

## Storia

### Gli inizi
L'abitato di Castel di Sangro subì gravi distruzioni a opera di statunitensi e tedeschi durante la seconda guerra mondiale. Al termine della guerra un parroco, Don Adelchi Sansonetti, organizza una squadra calcistica per aiutare la ripresa della comunità. Nel 1953 viene ufficialmente fondato un sodalizio, emanazione del C.E.P. (il Centro di Educazione Popolare) peraltro già presente nel calcio dilettantistico con una squadra sin dagli anni 1920.
Il club, denominato Polisportiva C.E.P., si iscrive al campionato di Terza Categoria regionale in cui rimarrà per un decennio. A metà degli anni 1960, con una doppia promozione, i giallorossi riescono a raggiungere la Prima Categoria che all'epoca costituiva la massima serie regionale, per poi riscendere velocemente di livello.

### L'arrivo di Gravina e Rezza e l'approdo tra i professionisti
Negli anni 1980 l'imprenditore di origine pugliese Pietro Rezza, detto Don Pierino, ed il marito della nipote di Rezza, un giovane Gabriele Gravina (futuro presidente della federazione calcistica italiana), con l'avallo dell'allora sindaco Siro Pietro Gargano, decidono di investire nel calcio sangrino.

Il Castel di Sangro vincitore del campionato abruzzese di Prima Categoria 1984-1985

Nel primo anno della nuova gestione (1982-1983) i giallorossi riescono subito a centrare la promozione in Prima Categoria. L'anno successivo la squadra, affidata a Giuseppe D'Elia, si ferma al secondo posto, a un passo dall'approdo in Promozione, arrivato comunque l'anno seguente sotto la guida di Niccolò Stella. La stagione successiva (1985-1986) il Castello, allenato da Guido Colangelo e Bruno Pinna, centra la doppia promozione (la terza in quattro anni) e conquista il Campionato Interregionale (l'attuale Serie D), arrivando, per la prima volta nella storia del club, a disputare un campionato nazionale.
Il club, ora denominato Castel di Sangro Calcio, disputa due campionati in Interregionale, mantenendosi sempre nella parte alta della classifica e centrando un terzo e un secondo posto. Al terzo anno (1988-1989), sotto la guida di Pietro Fontana, approda per la prima volta in un campionato professionistico, riuscendo nell'impresa di battere, all'ultima giornata e con un gol al 92º minuto, la capolista Pro Vasto, prima in classifica, scavalcandola e conquistando la promozione in Serie C2.

### Il periodo d'oro
Inizia così il periodo d'oro del Castel di Sangro, che tra il 1989 e il 2005 disputerà 16 campionati tra i professionisti, arrivando sino in Serie B.

#### Gli anni in Serie C2
Al primo campionato in Serie C2, nel 1989-1990, la formazione giallorossa, modellata dal nuovo direttore generale Leandro Leonardi, si piazza a metà classifica. La stagione successiva (1990-1991) la salvezza arriva solamente grazie alla vittoria negli spareggi finali. Dopo un 14º posto in campionato, infatti, il Castel di Sangro, guidato da Renzo Rossi, è costretto a disputare un ulteriore mini torneo con le pari classificate degli altri gironi per evitare la retrocessione; gli abruzzesi riescono a centrare il primo posto e a mantenere la categoria. L'anno seguente (1991-1992) il Castel di Sangro, affidato a Luigi Boccolini, disputa nuovamente un campionato da metà classifica.

Una formazione della stagione 1992-1993, durante gli anni di stabile militanza in Serie C2

Nel 1992 Gabriele Gravina diventa ufficialmente presidente. La squadra guidata dal confermato Boccolini viene notevolmente rinforzata con l'arrivo di Antonello Altamura, Claudio Bonomi, Tonino Martino e Pietro Fusco, ma la penalizzazione di due punti per illecito condiziona l'esito del torneo del Castello, che chiude il campionato solo in 4ª posizione.
All'inizio del campionato successivo (1993-1994) Gravina desidera affidare la panchina a Osvaldo Jaconi, il quale però preferisce andare al Catania, così in Abruzzo giunge Pierluigi Busatta. Nel dicembre 1993, tuttavia, il Catania viene escluso dal campionato per problemi di bilancio, quindi Gravina esonera Busatta e lo sostituisce con Jaconi, con il Castel di Sangro nel frattempo sprofondato nella parte bassa della classifica. Con il nuovo tecnico e gli acquisti del portiere Roberto De Juliis e del difensore Gianluca Colonnello i giallorossi disputano un ottimo girone di ritorno, arrivando infine in 7ª posizione.

#### La doppia promozione

I Giallorossi vittoriosi nei play-off di Serie C1 1995-1996

Nel 1994-1995, al sesto anno in Serie C2, il Castel di Sangro di Jaconi arriva 3º in campionato e si qualifica per la prima volta ai play-off per la promozione in Serie C1. Dopo aver battuto il Livorno in semifinale, gli abruzzesi hanno la meglio anche sul Fano, battuto 7-5 ai tiri di rigore nella finale disputatasi ad Ascoli Piceno, conquistando così l'approdo in terza serie.
La storia si ripeterà anche l'anno seguente (1995-1996) in Serie C1. Dopo un campionato esaltante, chiuso in 2ª posizione alle spalle del Lecce di Gian Piero Ventura capolista, i giallorossi sconfiggono nei play-off dapprima il Gualdo di Alberto Cavasin in semifinale, quindi (nuovamente ai tiri di rigore) l'Ascoli di Enrico Nicolini nella finale di Foggia, arrivando in questo modo a centrare la promozione in Serie B. È da ricordare un particolare curioso: durante lo spareggio finale contro l'Ascoli, appena prima dei tiri di rigore, Jaconi fa entrare il portiere di riserva Pietro Spinosa, mai sceso in campo in tutta la stagione, al posto del titolare De Juliis, il quale esce dal campo piuttosto risentito, tra le perplessità del pubblico e degli altri giocatori, e Spinosa, dopo una serie di errori, risulta determinante per la vittoria degli abruzzesi parando il rigore decisivo, battuto da Manuel Milana. Sempre nel 1996 Gravina cede la presidenza a Luciano Russi, mantenendo la proprietà della squadra.

#### Il biennio in Serie B

Il Castello della stagione 1996-1997, quella dello storico debutto in Serie B

Nel 1996-1997 il Castello disputa quindi il suo primo campionato in Serie B; la squadra è la terza abruzzese – dopo L’Aquila e Pescara – a raggiungere detto traguardo e Castel di Sangro, con i suoi 5 500 abitanti, diventa il centro abitato più piccolo mai rappresentato in serie cadetta, record che mantiene tuttora. La stagione è segnata da alcuni eventi negativi, come la tragica morte, in seguito a un incidente stradale sull'autostrada del Sole, dei giocatori Filippo Biondi e Danilo Di Vincenzo, e l'arresto per concorso in traffico internazionale di cocaina del difensore Pierluigi Prete, il quale rimane in carcere per tre mesi per poi essere rilasciato e risarcito per ingiusta detenzione.
Nonostante le difficoltà, i giallorossi, impreziositi dall'arrivo nel calciomercato invernale di Daniele Franceschini e Gionatha Spinesi, riescono a compiere l'ennesima impresa, centrando la salvezza con un turno d'anticipo, grazie alla vittoria nel derby contro il Pescara di Delio Rossi. La favola del Castello attira l'attenzione di un noto scrittore statunitense, Joe McGinniss, il quale, trovatosi in Italia per intervistare il calciatore del Padova Alexi Lalas, primo giocatore statunitense di origine non italiana a calcare i campi della Serie A, decide di rimanervi fino alla fine del campionato per seguire la squadra abruzzese, scrivendo al riguardo il libro Il miracolo di Castel di Sangro, pubblicato in Italia nel 2001.

Da sinistra: i castellani Claudio Bonomi, Pierluigi Prete e Gionatha Spinesi nel 1997

Al secondo anno nei cadetti (1997-1998) gli abruzzesi non riescono nell'impresa di salvarsi per il secondo anno consecutivo. In crisi di risultati, a dieci giornate dal termine del torneo, Gravina, ritornato a ricoprire il ruolo di presidente nello stesso 1998, sostituisce Jaconi con Franco Selvaggi, ma il Castel di Sangro non riesce comunque a evitare l'ultimo piazzamento in classifica e la conseguente retrocessione in Serie C1. In Coppa Italia i giallorossi arrivano sino ai sedicesimi di finale venendo poi sconfitti dalla Fiorentina.

#### Il ritorno in Serie C1
Al ritorno in Serie C1, nel 1998-1999, il Castel di Sangro, guidato da Antonio Sala, si stabilizza sin da subito nella parte alta della classifica, anche grazie ai gol di un giovane Vincenzo Iaquinta. In Coppa Italia gli abruzzesi disputano un ottimo torneo, eliminando formazioni di Serie A, come Salernitana e Perugia, e arrivando a giocare gli ottavi di finale contro l'Inter di Luigi Simoni, squadra in cui militano giocatori del calibro di Ronaldo e Roberto Baggio; dopo aver perso l'andata a San Siro per 1-0, i giallorossi si portano in vantaggio nella partita di ritorno con una rete di Alberto Bernardi ma vengono raggiunti due minuti dopo grazie a un rigore siglato da Youri Djorkaeff. L'entusiasmo per la Coppa fa perdere il ritmo nelle partite di campionato al Castel di Sangro, che chiude in 6ª posizione, fuori dai play-off.

Una formazione della stagione 1998-1999

L'anno seguente (1999-2000) la salvezza arriva solo nelle ultime giornate grazie alla vittoria sul Marsala fanalino di coda e a quella, esterna, sul Catania. Quella di Catania rappresenta l'ultima partita sotto la gestione di Gravina: il 75% delle azioni del Castel di Sangro passa nelle mani di una cordata di imprenditori romani capeggiata da Simone Gargano, segretario regionale dei Democratici di Sinistra. Come garanzia, in sede di presentazione Gargano porta con sé Gianni Rivera, che però con il Castello non avrà mai niente a che fare. Nel 2000-2001 la squadra arriva ottava, togliendo non poche soddisfazioni alla tifoseria giallorossa. A partire dalla stagione 2001-2002, la squadra comincia la sua parabola discendente. Gargano si era presentato con un progetto triennale per riportare la squadra in B, ma al secondo anno ridimensiona i piani affidandosi a un allenatore alle prime armi, il quarantatreenne Gianluca Cesaro, chiamato a guidare una squadra poco competitiva. Come spesso accade, a pagare per tutti è l'allenatore: dopo sei gare di campionato, scatta l'inevitabile esonero. Il giorno dopo, alla porta di Gargano bussa Pietro Belardelli, imprenditore romano che in precedenza aveva tentato di acquistare diverse squadre di Serie C. L'accordo sembra raggiunto, tanto che è lo stesso Belardelli a scegliere il nuovo allenatore, Angelo Orazi, che però non siederà mai in panchina, visto che in extremis vi è la rottura fra le due parti. Gargano allora chiama Francesco Paolo Specchia, allenatore esperto della categoria che però faticherà non poco per dotare il Castello di un'identità. La squadra a marzo comincia a conquistare punti in casa e in trasferta, tuttavia proprio in questo periodo accade un evento che peserà non poco sul futuro dei giallorossi: Gargano, dopo aver acquistato a Natale il restante 25% da Rezza, per le continue contestazioni, cede l'intera società a Belardelli, il quale sbandiera ai quattro venti le sue intenzioni di fare grande il Castel di Sangro entro due anni, ma finisce con l'interferire nelle scelte di natura tecnica senza, peraltro, risolvere i problemi societari. Specchia viene esonerato due volte, e alla delicata posizione in classifica si aggiungono i problemi di natura economica: i giocatori mettono in mora la società che non paga gli stipendi da mesi e cominciano le visite della Lega, della Covisoc e dell'Enpals. Belardelli si mostra tranquillo, e in una conferenza stampa annuncia di aver liquidato tutti i creditori. Nel frattempo, la squadra non vince più. Con la certezza matematica di dover disputare i play-out, viene chiamato Ferdinando Rossi. L’avvento dell'ex calciatore del Torino non riesce a impedire una triste retrocessione, maturata al Patini dove il Castello, all'andata sconfitto in pieno recupero dal Sora (1-0) non va oltre lo 0-0. Nonostante tutto, Belardelli promette di allestire una squadra in grado di risalire subito, ma i debiti (in verità mai saldati) gli fanno cambiare idea. Nel frattempo lo stesso Belardelli acquista il Lecco, società che poi fallirà miseramente; stessa sorte sarebbe toccata al Castello senza l'intervento dell'ex presidente Gravina, nel frattempo salito ai vertici degli organi regolatori del calcio italiano, il quale, insieme ai cittadini (che formeranno l'Associazione Giallorossa), liquida Belardelli.
La società sarà poi acquistata dalla famiglia Bergamotto per la simbolica cifra di 1 euro, ma con l'obbligo di farsi carico di tutti i debiti accumulati dalla precedente gestione.

#### La Serie C2 e il fallimento
Nel quarto livello del campionato italiano, il Castel di Sangro disputerà tre stagioni condite da numerose difficoltà. Nel 2002-2003 i giallorossi terminano il torneo al 15º posto venendo poi sconfitti dal Fano nei play-out e salvandosi dalla seconda retrocessione consecutiva solo grazie al ripescaggio. L'anno seguente (2003-2004) la storia si ripete: il Castel di Sangro chiude il torneo in 16ª posizione e, sconfitto nei play-out dal Ragusa in virtù della classifica avulsa, viene nuovamente ripescato.
Al terzo anno in Serie C2 (2004-2005) gli abruzzesi terminano il campionato in ultima posizione e non possono evitare la retrocessione in Serie D, campionato a cui però non partecipano, in quanto nell'estate del 2005 la società fallisce ed è costretta a ripartire dai campionati regionali, chiudendo così l'epopea d'oro del calcio sangrino.

### Gli ultimi anni
Sempre nel 2005 il club si ricostituisce con il nome di Associazione Sportiva Dilettantistica Pro Castel di Sangro cui, per motivi sportivi, viene concesso di ripartire dal campionato di Promozione. I giallorossi guidati da Luigino Pasciullo mancano per un soffio la promozione in Eccellenza (2º posto e spareggi persi contro il Mosciano) ma centrano l'obiettivo l'annata seguente (2006-2007), allenati da Emidio Oddi e sostenuti in campo dai fedeli Claudio Bonomi e Tonino Martino.
Al primo anno di Eccellenza (2007-2008) i sangrini, che partono con velleità di promozione, non riescono a tenere il passo del Chieti capolista e chiudono il torneo in 9ª posizione. Durante l'estate la società torna a chiamarsi Associazione Sportiva Castel di Sangro e l'anno successivo (2008-2009) tenta nuovamente la promozione alla Serie D ma è sconfitta dal San Nicola Sulmona nella finale dei play-off regionali; stessa sorte tocca nel 2009-2010 a opera del Mosciano.
Dopo un anno di transizione, chiuso in 7ª posizione con Bonomi e Martino in veste di allenatori, nel 2011-2012 i giallorossi disputano un torneo molto travagliato e sono costretti a disputare i play-out, fatali per la settima volta consecutiva al Castel di Sangro, che battuto dalla Rosetana, retrocede in Promozione.
Nell'estate del 2012, dopo quasi 60 anni di storia il club, in evidenti difficoltà societarie non viene iscritto al campionato ed è radiato dalla F.I.G.C..
Nel 2012 viene fondata l'Associazione Calcio Dilettantistica Castel di Sangro Cep 1953 all'indomani della scomparsa della società precedente. La società ha deciso di iscriversi ai tornei molisani anziché quelli abruzzesi motivando la scelta per contenere i costi; altra novità è il cambio di stadio, infatti la società si trasferisce allo stadio Comunale, due anni dopo invece c'è lo spostamento al Complesso Polisportivo Erba Sintetica. In Abruzzo ha invece continuato a giocare sino al 2017, anno dello scioglimento, il Castello 2000, squadra che aveva raggiunto il campionato di Promozione. Dopo cinque anni di Seconda Categoria, il Castello vince i play-off e viene promosso in Prima Categoria. L'anno seguente, dopo un'altra vittoria ai play-off la squadra viene promossa in Promozione. Nel 2019-2020 si classifica secondo in Promozione e questo gli permette di essere promosso in Eccellenza Molise. Non partecipa alla ripresa del campionato d'Eccellenza nella stagione successiva, mentre nel 2021-2022 mantiene la categoria vincendo il play-out contro la Cliternina.

## Colori e simboli

### Colori
I colori sociali del Castel di Sangro sono il giallo e il rosso, i quali sono i colori comunali.

### Simboli ufficiali

#### Stemma
Lo stemma del Castel di Sangro ha sempre rappresentato il Castello, presente sullo stemma comunale. Attualmente lo stemma rappresenta un toro.

## Strutture

### Stadio

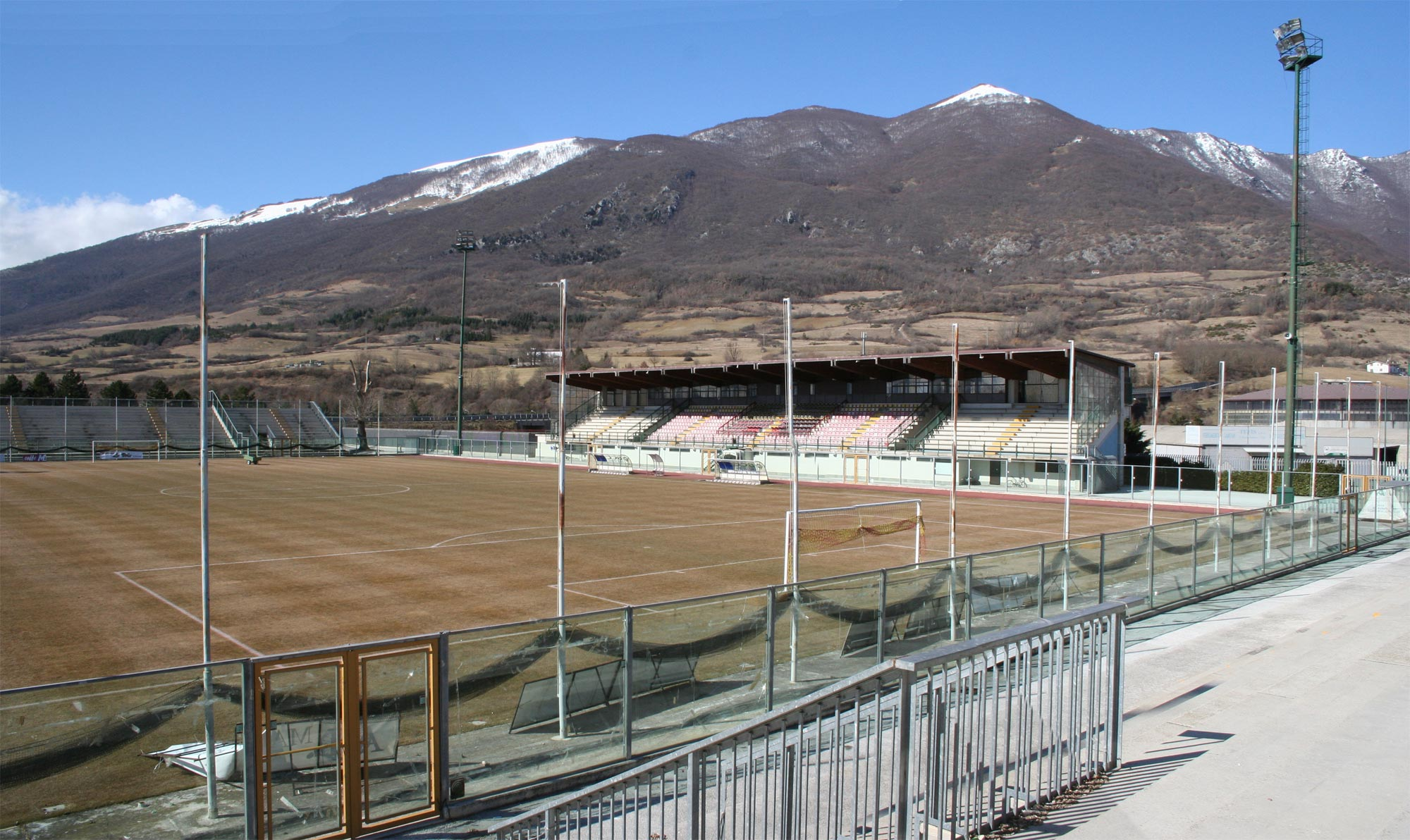
Lo stadio Teofilo Patini nel 2006

Sin dagli anni venti è testimoniata la presenza di un campo sportivo in località Ara chiamato Stadio Comunale, dove si disputarono i primi incontri delle formazioni amatoriali sangrine; il campo era sprovvisto di spalti e semplicemente circondato da una recinzione in mattoni.
Con l'ascesa del Castel di Sangro il campo mutò lentamente il suo aspetto. Venne dapprima realizzata la tribuna principale, quindi furono costruite le tribune metalliche poste sul lato opposto. Con l'approdo in Serie B nel 1996 lo stadio fu radicalmente ricostruito, mantenendo la sola tribuna ed eliminando la pista d'atletica, in soli 4 mesi durante i quali i giallorossi disputarono le loro partite interne allo stadio Guido Angelini di Chieti. Lo stadio fu inaugurato il 15 dicembre 1996, pochi giorni dopo la morte dei giocatori giallorossi Filippo Biondi e Danilo Di Vincenzo, cui è dedicato un monumento all'ingresso dell'impianto. Lo stadio venne battezzato con il nome del pittore castellano Teofilo Patini.
La capienza ufficiale è di 7 220 posti a sedere, superiore al numero dei residenti della cittadina (circa 6 600); così era anche all'epoca in cui il Castel di Sangro raggiunse la Serie B. In alcuni casi l'aggiunta di tribune metalliche alle estremità delle curve ha consentito alla struttura di contenere sino a 9 000 spettatori. Dopo la rifondazione del 2012 la società ha optato per giocare le partite di casa allo stadio comunale; dal 2014 la squadra si è spostata nel Complesso Polisportivo Erba Sintetica.

## Società

### Sponsor
| Cronologia degli sponsor tecnici - 1978-1992 ... - 1992-1996 Top 87 - 1996-2000 Pienne - 2000-2001 ... - 2001-2002 Giosport - 2002-2008 ... - 2008-2010 Erreà - 2010-2011 ... - 2011-2012 Legea - 2012-2024 Joma - 2024- Realize Sport | Cronologia degli sponsor ufficiali - 1981-1992 ? - 1992-1996 M.I.C. Costruzioni - 1996-1998 Soviet jeans - 1998-2000 Alto Sangro d'Abruzzo - 2000-2001 Casanova - 2001-2002 Gruppo la Cascina - 2002-2008 ? - 2008-2009 MGF Vini - 2009-2010 Consorzio Skipass Alto Sangro - 2010-2011 ? - 2011-2012 BCB Global Service - 2012-2020 ? - 2020-2021 FAMAR Arredamenti - 2021-2022 FAMAR Arredamenti, PDC Pubblicitá, Hotel Corradetti - 2022-2023 BDM Services, D'Amico Egeo Spurghi - 2023-2024 Immobiliare Di Tora - 2024- PDC Pubblicità |

## Allenatori e presidenti
- 1953-1983 ?
- 1983-1984  Giuseppe D'Elia
- 1984-1985  Niccolò Stella
- 1985-1986  Guido Colangelo e  Bruno Pinna
- 1986-1988 ?
- 1988-1989  Bruno Nobili
- 1989-1990  Bruno Fontana
- 1990-1991  Renzo Rossi
- 1991-1993  Luigi Boccolini
- 1993-1994  Pierluigi Busatta
 Osvaldo Jaconi
- 1994-1998  Osvaldo Jaconi
- 1998  Franco Selvaggi
- 1998-1999  Antonio Sala
- 1999-2000  Fabrizio Castori
- 2000-2001  Corrado Benedetti
- 2001-2002  Gianluca Cesaro
 Francesco Paolo Specchia
 Ferdinando Rossi
- 2002-2003  Roberto Alberti Mazzaferro
 Bruno Nobili
 Giuseppe Ferazzoli
- 2003-2004  Giuseppe Ferazzoli
 Fortunato Torrisi
 Roberto Carannante
- 2004-2005  Luigi Capuzzo
- 2005-2006  Luigino Pasciullo
- 2006-2008  Emidio Oddi
- 2008-2010  Donato Ronci
- 2010-2011  Gennaro Monaco
- 2011-2012  Corrado Giannini
 Giuseppe Selvaggio
 Michele Scatena
- 2012-2013 ?
- 2013-2014  Eduardo Veramessa
- 2014-2018  Federico Varallo
- 2018-2019  Federico Varallo e  Franco Di Bartolomeo
- 2019-2020  Domenico Cristiano
- 2020-2021  Angelo Marcaccio
- 2021-2022  Angelo Marcaccio
 Alberto Bernardi
- 2022-2023  Claudio Bonomi
- 2023-  Alberto Bernardi

- 1953-1984 ?
- 1984-1992  Pietro Rezza
- 1992-1996  Gabriele Gravina
- 1996-1998  Luciano Russi
- 1998-2000  Gabriele Gravina
- 2000-2002  Simone Gargano
- 2002-2005  Fausta Bergamotto
- 2005-2011  Giuseppe Santostefano
- 2011-2012  Luigi Apreda
- 2012-2022  Lorenzo Caruso
- 2022-  Aquilino Di Tora

## Diffusione nella cultura di massa
La rapida scalata che, negli anni novanta, ha trascinato il Castel di Sangro dai campionati regionali alla Serie B, ha portato i sangrini alla ribalta nazionale e internazionale.
La doppia promozione dalla Serie C2 alla serie cadetta della squadra di Osvaldo Jaconi è protagonista di un episodio di Sfide, mandato in onda all'interno della puntata "Davide contro Golia" dell'11 luglio 2011. La trasmissione di Rai 3 si concentra in particolar modo sull'episodio decisivo della finale di Foggia contro l'Ascoli, ovvero sulla sostituzione del portiere titolare Roberto De Juliis con l'esordiente Pietro Spinosa, poi autore della parata decisiva.
È in questa occasione che la stampa nazionale accende i riflettori sull'impresa formazione giallorossa cui viene associato il termine «miracolo» che darà il titolo al libro di Joe McGinniss del 1999, The miracle of Castel di Sangro. Il popolare scrittore statunitense, trovatosi in Italia per un'intervista al connazionale Alexi Lalas, viene a conoscenza della favola della squadra abruzzese e decide di seguirla per tutto l'arco della stagione 1996-1997. Nel libro, che ebbe in Gran Bretagna e negli U.S.A. un notevole successo di vendite e che venne pubblicato in Italia solo due anni più tardi, McGinniss accusò il club abruzzese di aver combinato il risultato dell'ultima partita di campionato contro il Bari.
In una scena del film del 1998 Simpatici & antipatici, diretto da Christian De Sica, alla domanda di Jonis Bascir sul risultato della partita del Foggia, l'attore Stefano Masciarelli risponde: "Sta a fa schifo, perde in casa col Castel di Sangro!".

## Palmarès

### Competizioni interregionali
- Campionato Interregionale: 1

1988-1989 (girone G)

### Competizioni regionali
- Promozione: 2

1985-1986 (girone B), 2006-2007 (girone A)
- Prima Categoria: 1

1984-1985
- Seconda Categoria: 2

1964-1965, 1982-1983

### Competizioni provinciali
- Terza Categoria: 1

1963-1964

### Altri piazzamenti
- Serie C1:

Secondo posto: 1995-1996 (girone B)
- Serie C2:

Terzo posto: 1994-1995 (girone B)
- Campionato Interregionale:

Secondo posto: 1987-1988 (girone G)
Terzo posto: 1986-1987 (girone G)
- Promozione:

Secondo posto: 2005-2006 (girone A), 2019-2020
- Prima Categoria:

Terzo posto: 1965-1966 (girone B)
- Seconda Categoria:

Secondo posto: 2016-2017 (girone A)

## Statistiche e record

### Partecipazione ai campionati
Il Castel di Sangro ha disputato 19 campionati nazionali a partire dall'esordio nel Campionato Interregionale nel 1986-1987.
| Livello | Categoria                 | Partecipazioni | Debutto   | Ultima stagione | Totale |
| ------- | ------------------------- | -------------- | --------- | --------------- | ------ |
| 2º      | Serie B                   | 2              | 1996-1997 | 1997-1998       | 2      |
| 3º      | Serie C1                  | 5              | 1995-1996 | 2001-2002       | 5      |
| 4º      | Serie C2                  | 9              | 1989-1990 | 2004-2005       | 9      |
| 5º      | Campionato Interregionale | 3              | 1986-1987 | 1988-1989       | 3      |

### Partecipazione alle coppe
Il Castel di Sangro ha preso parte a 18 competizioni nazionali a partire dall'esordio nel Trofeo Jacinto nel 1988-1989.
| Coppa                | Partecipazioni | Debutto   | Ultima stagione | Totale |
| -------------------- | -------------- | --------- | --------------- | ------ |
| Coppa Italia         | 3              | 1996-1997 | 1998-1999       | 3      |
| Coppa Italia Serie C | 14             | 1989-1990 | 2004-2005       | 14     |
| Trofeo Jacinto       | 1              | 1988-1989 | 1988-1989       | 1      |